# Корнеев, Артём Иванович
Арте́м Ива́нович Корне́ев (род. 25 марта 2006, Казань) — российский футболист, полузащитник клуба «Сочи».

## Клубная карьера
Родился в Казани.
В 2011 году начал заниматься футболом в казанской ДЮСШ «Тасма». В 2012 году перешёл в академию «Рубина». В июле 2020 года пополнил состав академии московского «Локомотива».
В составе молодёжной команды «Локомотива» стал победителем Молодёжной футбольной лиги 2023.
10 января 2025 года продлил контракт с клубом.
19 июля 2025 года на правах аренды присоединился к «Сочи». 19 июля 2025 года в матче чемпионата России против московского «Локомотива» дебютировал в профессиональном футболе.

## Карьера в сборной
В период с 2022 года по 2024 года вызывался в юношеские сборные России, суммарно проведя в их составе 16 матчей и забив 2 гола.
В июне 2025 года был вызван в сборную России (до 20 лет). 4 июня 2025 года в товарищеском матче против сборной Омана (до 23 лет) дебютировал в её составе.

## Статистика выступлений
| Выступление      | Выступление      | Выступление      | Лига | Лига | Кубки | Кубки | Итого | Итого |
| Клуб             | Лига             | Сезон            | Игры | Голы | Игры  | Голы  | Игры  | Голы  |
| ---------------- | ---------------- | ---------------- | ---- | ---- | ----- | ----- | ----- | ----- |
| → Сочи           | РПЛ              | 2025/26          | 1    | 0    | 0     | 0     | 1     | 0     |
| → Сочи           | Итого            | Итого            | 0    | 0    | 0     | 0     | 0     | 0     |
| Всего за карьеру | Всего за карьеру | Всего за карьеру | 1    | 0    | 0     | 0     | 1     | 0     |

## Достижения
«Локомотив» (Москва)
- Победитель Молодёжной футбольной лиги: 2023
- Итого : 1 трофей